# Qins föreningskrig

krigsförloppet under Qins föreningskrig.

Qins föreningskrig (秦灭六国之战; Qín mièliùguó zhīzhàn) var en lång serie slag från 230 f.Kr. till 221 f.Kr. under slutet av epoken De stridande staterna i Kina där staten Qin stred mot de sex staterna Han, Wei, Chu, Zhao, Yan och Qi om makten över Kina. 221 f.Kr. hade Qin erövrat samtliga riken och grundade Qindynastin (221–206 f.Kr.).

## Bakgrund
Under tiden för De stridande staterna växte sig Qin till den starkaste staten. 246 f.Kr. kröntes Ying Zheng till kung över Qin och med inflytande från försteminister Li Si utarbetade de en plan för att förena Kina till ett rike.

## Kriget
I stort så erövrar Qin en stat i taget i en lång serie slag.

### Erövringen av Han, 230f.Kr.
Li Si påverkade kejsaren att fokusera på att först erövra riket Han för att skrämma de andra staterna. 233 f.Kr kom legalismfilosofen Han Feizi som diplomat från Han för att förhandla om fred, och erbjöd en allians mot Zhao. Han Feizi stannade för en kort till i Qin som rådgivare, men efter påvekan från Li Si tvingades Han Feizi till självmord. Qin stärkte sin arme ytterligare och intensifierade de militära aktionerna mot Han. 230 f.Kr. var Han erövrat och dess kung An tillfångatogs. Hans territorium integrerades med Qin som provinsen Yingchuan.

### Erövringen av Zhao, 228/222f.Kr.
Nästa rike på tur var Zhao, och Qin kallade in stora mängde soldater varefter ett anfall på flera fronter inleddes. Zhao var försvagat efter tidigare slag, men även på grund av en jordbävning 231 f.Kr. Zhaos huvudstad Handan belägrades och 228 f.Kr. hade Qin kontroll på hela Zhaos territorium, och Zhaos kung Youmiu tillfångatogs. Ying Zheng reste till Handan och såg till att alla som någon gång varit hans fiender avrättades. Dock kom Zhaos kronprins undan, och han utropade sig till Kung Jia av Dai och allierade sig med Yan. I samband med att Qin erövrar Yan 222 f.Kr. besegrades även de återstående styrkorna från Zhao.

### Erövringen av Wei, 225f.Kr.
Som närliggande granne hade Qin successivt fått lämna ifrån sig territorium till Qin, och flera städer blev ockuperade. 225 f.Kr. angreps staten Wei och dess huvudstad Daliang (dagens Kaifeng) intogs genom att vatten från Gula floden leddes till staden som underminerade stadsmuren. Weis kung Jia kapitulerade och allt land annekterades.

### Erövringen av Chu, 223f.Kr.
Anfallet mot Chu inleddes 224 f.Kr och land söder om Chen (dagens Huaiyang) intogs och Chus kung Fuchu tillfångatogs. Chu tillsatte en ny kung och området söder om Huaifloden gjorde fortsatt motstånd. Ying Zheng reste själv till Ying för att deltaga i den kritiska kampanjen. 223 f.Kr. besegrades det kvarvarande motståndet, och Chu integrerades i Qins territorium.

### Erövringen av Yan, 222f.Kr.
227 f.Kr. skickar Yan yrkesmördaren Jing Ke till Qin för att mörda Ying Zheng, vilket misslyckades. Som hämnd för mordförsöket skickade Ying Zheng genast en styrka som på hösten 227 f.Kr. erövrade Yans huvudstad Ji (dagens Peking). Kung Xi av Yan och hela hovet flydde öster ut till Liaodong. Ying Zheng kallade in ännu fler soldater och 222 f.Kr. anfölls Liaodong och Yans kung Xi tillfångatogs, varefter Yan upptogs i Qin.

### Erövringen av Qi, 221f.Kr.
Qi insår att hotet från Qin var överhängande och mobiliserade sina styrkor vid sin västra gräns mot Qin. Qin anföll i stället från norr med de styrkor som just besegrat Yan och Zhao. Qin försökte resultatlöst att muta officerare från Qi, men inte ens när Qi's huvudstad Linzi intogs syntes någon vilja att ge upp. Qi besegrades till slut 221 f.Kr., och Qin behärskade allt kinesiskt territorium.

## Eftermäle
Efter att hela Kina var förenat under en kung grundade Ying Zheng Qindynastin, och utropades sig själv som Qin Shi Huangdi.